# Bibelstudienkolleg
Der Bibelstudienkolleg e. V. (stilisierte Schreibweise: BibelStudienKolleg; abgekürzt: BSK; vormals Bibelseminar Königsfeld, früher Bibelschule Bergstraße) ist ein gemeinnütziger Verein, der eine theologische Ausbildungsstätte evangelikaler Ausrichtung auf Basis der Deutschen Evangelischen Allianz in Ostfildern unterhält.

## Geschichte

Altes Logo bis Ende 2022

Die Geschichte des Bibelstudienkollegs geht zurück auf den US-amerikanischen Militärpfarrer Robert Evans, der nach dem Zweiten Weltkrieg – aufgrund des von ihm wahrgenommenen geistlichen Notstandes in Europa – die Greater Europe Mission gründete, die sich insbesondere der Ausbildung von Evangelisten, Predigern, Missionaren und geistlichen Lehrern verpflichtete. Die Mission initiierte 1955 die Gründung einer Deutsch-Europäischen Bibelschule, ab 1958 offiziell Bibelschule Bergstraße benannt. 1990 verließ die Ausbildungsstätte ihren Standort Seeheim-Jugenheim und zog nach Königsfeld im Schwarzwald. Im gleichen Zug wurde der Name zu Bibelseminar Königsfeld geändert. 2009 wurde das jetzige Gebäude im Stadtteil Scharnhauser Park in Ostfildern bezogen und nennt sich heute BibelStudienKolleg. Seit 2014 ist Thomas Richter der Studienleiter des BSK. Das Amt des Vorsitzenden hatte ab 2017 Rolf Sons und anschließend ab 2020 Bernhard Knieß inne. Dieser wiederum wurde 2023 durch Tobias Köhler abgelöst. Dietrich Mang ist seit Juli 2020 als Nachfolger von Albrecht Wandel Leiter des BSK.
Aus der Arbeit des Seminars gingen die Freie Theologische Akademie (FTA) in Gießen und der Bibelfernunterricht (BFU) hervor. Es ist Mitglied in der Arbeitsgemeinschaft Evangelikaler Missionen, im netzwerk-m und in der Konferenz bibeltreuer Ausbildungsstätten. 

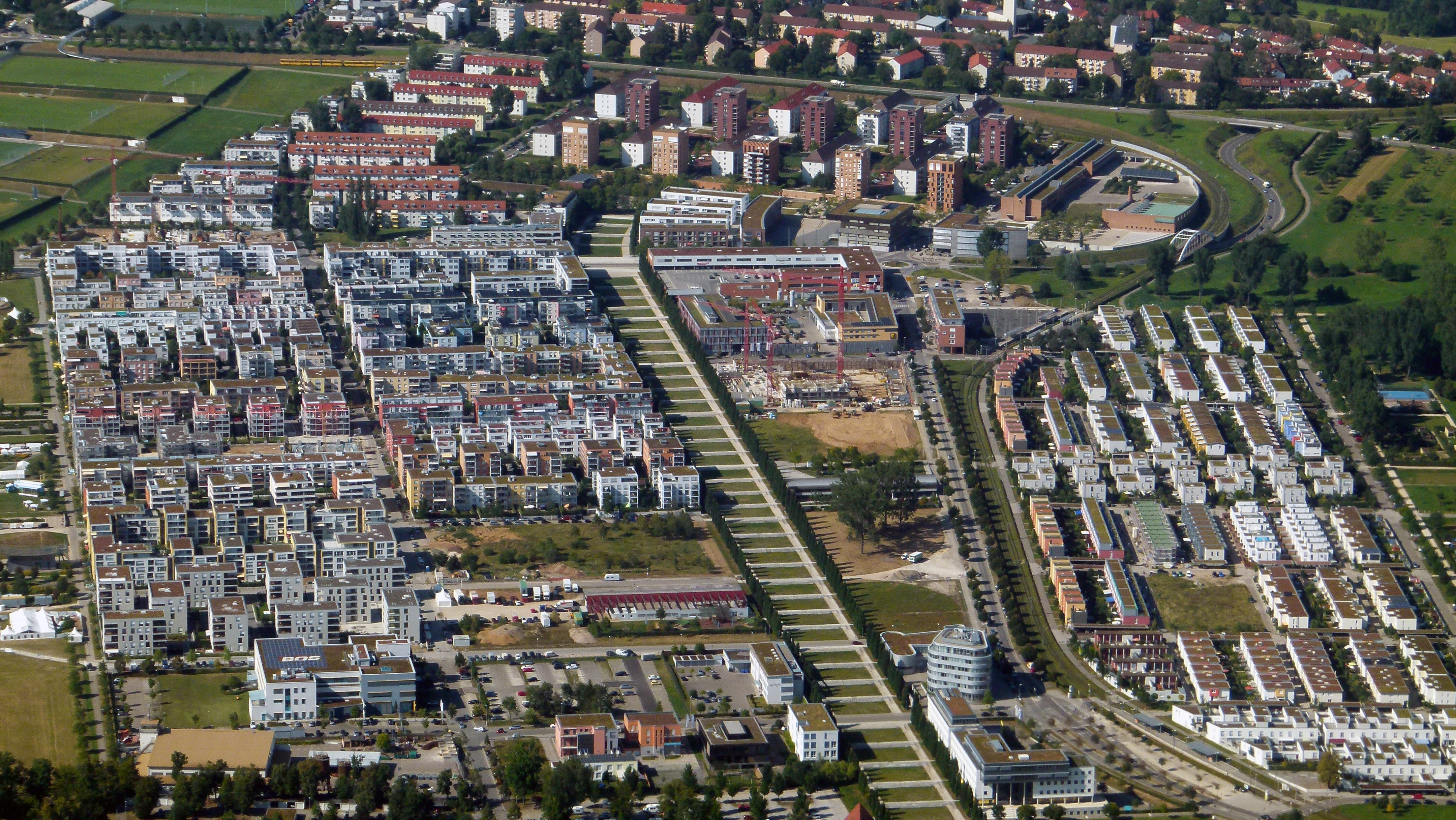
Das BSK aus der Vogelperspektive (am unteren Bildrand in der Mitte das rötliche Gebäude)

## Studienprogramm
Das BSK bietet eine Aus- und Fortbildungsmöglichkeit in Form von Vollzeitunterricht sowie berufsbegleitenden Kursen für den haupt- und ehrenamtlichen Dienst in der Gemeinde. Ziel der Ausbildungsstätte ist, laut eigenen Angaben, zunächst dem individuellen Menschen Hilfestellung zu einem reflektierten Leben im christlichen Glauben anzubieten sowie weitergehend diese für nebenberufliche und hauptberufliche Mitarbeit im Dienst der Kirchen und Gemeinde, wie Mission und Diakonie, auszubilden. Außerdem bietet sie in Kooperation mit einigen Missionswerken (Sahel Life, OMF, DIPM) einen Dualen Ausbildungsgang an.